# Mysterious Blues
Mysterious Blues è un album  album di Charles Mingus registrato in due sedute la prima il 20 ottobre del 1960 e la seconda 11 novembre 1960.
Questo è l'ultimo dei quattro album che Mingus ha inciso per la l'etichetta  Candid Records.

## Tracce Album
L'album originale (Candid 9042) pubblicato nel 1961 comprendeva i seguenti brani:
1. Mysterious Blues – 8:35 (Charles Mingus )
2. Wrap your troubles in deams – 3:48 (Harry Barris, Ted Koehler & Bill Moll. )
3. Vassarlean – 6:38 (Charles Mingus )
4. Me and you blues – 0:08 (Roy Eldridge, Charles Mingus, Tommy Flanagan, Jo Jones)

## Tracce CD
La ristampa in CD pubblicata nel 1989 oltre ai brani dell'album originale contiene alcune tracce in più.
1. Mysterious Blues – 8:35 (Charles Mingus )
2. Wrap your troubles in deams (take 5) – 3:48 (Harry Barris, Ted Koehler & Bill Moll. )
3. Body and soul (take 2) – 10:41 (Johnny Green, Robert Sour, Edwared Heymen & Frank Eyton)
4. Vassarleas – 6:38 (Charles Mingus )
5. Re-incarnation of a love bird (1th version)– 9:13 (Charles Mingus )
6. Me and you blues – 0:08 (Roy Eldridge, Charles Mingus, Tommy Flanagan, Jo Jones )
7. Melody from the drums – 9:25 (Dannie Richmond )

## Formazione
Mysterious Blues
Body and soul
- Charles Mingus – contrabbasso
- Roy Eldridge – tromba
- Jimmy Knepper – trombone
- Eric Dolphy – sassofono alto
- Tommy Flanagan – pianoforte
- Jo Jones – batteria

Wrap your troubles in deams
Me and you blues
- Charles Mingus – contrabbasso
- Roy Eldridge – tromba
- Tommy Flanagan – pianoforte
- Jo Jones – batteria

Vassarlean
- Charles Mingus – contrabbasso
- Ted Curson – tromba
- Lonnie Hillyer – tromba
- Eric Dolphy – sassofono alto, clarinetto e flauto
- Charles McPherson – sassofono tenore
- Booker Ervin – sassofono tenore
- Nico Bunick – pianoforte
- Dannie Richmond – batteria

Re-incarnation of a love bird
- Charles Mingus – contrabbasso
- Ted Curson – tromba
- Lonnie Hillyer – tromba
- Eric Dolphy – sassofono alto, clarinetto e flauto
- Charles McPherson – sassofono tenore
- Nico Bunick – pianoforte
- Dannie Richmond – batteria

Melody from the drums
- Dannie Richmond – batteria

### Tecnici
- Nat Hentoff - supervisore
- Bob 1D'Orleans - ingegnere di registrazione
- Ray Avery - foto
- Malcolm Walker – design
- Brian Priesley - note di copertina